# 长颌带狸
长颌带狸（学名：Chrotogale owstoni）为灵猫科带狸属的动物。分布于越南（北部）以及中国大陆的云南（东南部）等地，一般栖息于多栖息在热带雨林的林缘。该物种的模式产地在越南北部的YenBai。

## 保护
- 中国国家重点保护动物等级：一级
- 中国濒危动物红皮书等级：稀有